# آلخاندرو پنیا
آلخاندرو پنیا (اسپانیایی: Alejandro Peña‎؛ زادهٔ ۲۰ اکتبر ۱۹۴۹) بازیکن فوتبال اهل مکزیک بود.
وی همچنین در تیم ملی فوتبال مکزیک بازی کرده‌است.